# Een West
Pour les articles homonymes, voir Een.
Een West est un hameau situé dans la commune néerlandaise de Noordenveld, dans la province de Drenthe. Le 1er janvier 2008, Een West comptait 232 habitants.